# Урекешти (Арђеш)
Урекешти (рум. Urechești) насеље је у Румунији у округу Арђеш у општини Чиканешти. Oпштина се налази на надморској висини од 637 m.

## Становништво
Према подацима из 2002. године у насељу је живело 488 становника, од којих су сви румунске националности.